# باول بيكار
باول بيكار (بالإنجليزية: Paul Picard)‏ هو منتج أفلام وشخصية أعمال أمريكي، ولد في 17 يوليو 1930، وتوفي في 3 أكتوبر 1994.

## وصلات خارجية
- باول بيكار على موقع IMDb (الإنجليزية)
- باول بيكار على موقع قاعدة بيانات الفيلم (الإنجليزية)